# Санта-Мария-ди-Белен
Санта-Мария-ди-Беле́н (порт. Santa Maria de Belém) — район (фрегезия) в Португалии, входит в округ Лиссабон. Является составной частью муниципалитета Лиссабон. Находится в составе крупной городской агломерации Большой Лиссабон. По старому административному делению входил в провинцию Эштремадура. Входит в экономико-статистический субрегион Большой Лиссабон, который входит в Лиссабонский регион. Население составляет 9752 человека на 2001 год. Занимает площадь 3,39 км².
Достопримечательности:
- Торри-ди-Белен — памятник Всемирного наследия
- Беленский дворец
- Монастырь иеронимитов — памятник Всемирного наследия
- Морской музей (Лиссабон)
- Национальный археологический музей (Лиссабон)
- Музей Электричества, Музей искусства, архитектуры и технологии (MAAT)
- Памятник первооткрывателям